# Лисицын, Михаил Семёнович
Михаил Семёнович Лисицын (1891—1961) — советский учёный-медик, хирург, организатор здравоохранения и медицинской науки, доктор медицинских наук (1920), профессор (1932), генерал-майор медицинской службы (1943). Заслуженный деятель науки РСФСР (1943).

## Биография
Родился 13 ноября 1891 года в Санкт-Петербурге.
С 1910 по 1915 год обучался в Императорской медико-хирургической академии. С 1915 по 1917 год — участник Первой мировой войны, военный врач и ординатор военно-передвижного полевого госпиталя. С 1917 по 1932 год — младший преподаватель, преподаватель и старший преподаватель кафедры оперативной хирургии и топографической анатомии, с 1923 по 1927 год — доцент курса анатомии хирургической клиники Военно-медицинской академии имени С. М. Кирова, одновременно с 1927 года — доцент кафедры оперативной хирургии Ленинградского государственного института для усовершенствованию врачей.
С 1932 по 1933 год — хирург-консультант Белорусского военного округа и начальник хирургического отделения Минского военного госпиталя, одновременно с 1932 по 1933 год — профессор кафедры оперативной хирургии и заведующий кафедрой факультетской и военно-полевой хирургии Минского государственного медицинского института.
С 1933 по 1937 год — заведующий хирургическим отделением Ленинградской клинической больницы имени И. Г. Коняшина. С 1937 по 1940 год — заведующий кафедрой оперативной хирургии и топографической анатомии 3-го Ленинградского государственного медицинского института. С 1940 по 1942 год — начальник кафедры оперативной хирургии и топографической анатомии Военно-морской медицинской академии. С 1942 по 1944 год в период Великой Отечественной войны — главный хирург Балтийского флота ВМФ СССР. С 1944 по 1950 год — начальник кафедры госпитальной хирургии, с 1950 по 1956 год — общей хирургии Военно-медицинской академии имени С. М. Кирова. С 1960 по 1961 год — профессор Ленинградского научно-исследовательского института скорой помощи имени профессора И. И. Джанелидзе.
В 1920 году М. С. Лисицын получил учёную степень доктора медицинских наук, в 1932 году ему было присвоено учёное звание профессора. В 1943 году Постановлением Совета Министров СССР ему было присвоено воинское звание генерал-майора медицинской службы.
В 1943 году Указом Президиума Верховного Совета РСФСР «За выдающиеся заслуги в научной и педагогической деятельности» Михаилу Семёновичу Лисицыну было присвоено почётное звание «Заслуженный деятель науки РСФСР».
Основная педагогическая и научно-методическая деятельность М. С. Лисицына была связана с вопросами в области топографической анатомии, военно-полевой и общей хирургии. Им была предложена методика в области прижизненного взятия пункции костного мозга и пункции грудины для введения лекарственных средств. М. С. Лисицын являлся автором более 100 научных трудов, при его участии и под его руководством было выполнено около 30 кандидатских и докторских медицинских диссертаций.
Скончался 5 октября 1961 года в Ленинграде, похоронен на Богословском кладбище.

## Награды
- Орден Ленина (27.12.1951)
- Четыре Ордена Красного Знамени (03.04.1942, 18.09.1944, 03.11.1944, 26.10.1955)
- Орден Отечественной войны II степени (26.12.1943)
- Орден Красной Звезды (14.05.1945)
- Медаль «За победу над Германией в Великой Отечественной войне 1941—1945 гг.»
- Медаль «За доблестный труд в Великой Отечественной войне 1941—1945 гг.»
- Медаль «За оборону Ленинграда»
- Медаль «За взятие Кёнигсберга»

### Звания
- Заслуженный деятель науки РСФСР (1943)